# Korn Khunatipapisiri
Korn Khunatipapisiri (thaï: กร คุณาธิปอภิสิริ), surnommé Oaujun (thaï: อู๋จุน), né le 13 novembre 1994 à Khon Kaen, est un danseur et acteur thaïlandais.Il est surtout connu pour ses rôles dans le film Love's Coming (2014) et la série télévisée Ugly Duckling Series: Boy's Paradise (2015).

## Filmographie
- 2013 : Rose - Last Love / รักครั้งสุดท้าย
- 2014 : Love's Coming / ใช่รักหรือเปล่า : Chai Rak Rue Plao
- 2015 : Love Love You / อยากบอกให้รู้ว่ารัก

### Série télévisée
| Year | Title                                | Role         | Notes           |
| ---- | ------------------------------------ | ------------ | --------------- |
| 2015 | Wifi Society: Gray Secret            | Earth        | rôle principal  |
| 2015 | Ugly Duckling Series: Boy's Paradise | Rayji        | rôle principal  |
| 2016 | Lovey Dovey                          | young Kongfa | rôle secondaire |
| 2016 | SOTUS: The Series                    | Tew          | rôle secondaire |
| 2017 | Slam Dance                           | Ken          | rôle secondaire |
| 2017 | SOTUS S: The Series                  | Tew          | rôle secondaire |
| 2018 | Happy Birthday                       | Top          | rôle secondaire |
| 2018 | Our Skyy: Arthit-Kongpob             | Tew          | cameo           |